# Emisja sejsmoakustyczna
Emisja sejsmoakustyczna, nazywana również akustyczną lub geoakustyczną, jest to zjawisko generowania w skałach fal sprężystych w czasie zachodzących w nich procesów dynamicznych, które są wynikiem stanu naprężeń w ośrodku skalnym lub pewnych stanów niestabilnych i towarzyszą procesowi deformacji skał.